# Barthélemy Dumortier
Barthélemy Charles Joseph Dumortier, född 3 april 1797 i Tournai, Belgien, död 9 juni 1878 där, var en belgisk botaniker. Han gav ut ett stort antal botaniska arbeten såsom:
- 1823 Commentationes botanicæ
- 1827 Florula belgica
- 1831 Sylloge Jungermannidearum Europæ indigenarum

Dumortier undersökte gräs, Salix-, Rosa- och Rubus-arter med flera. Hans botaniska forskning vilade delvis på naturfilosofisk grund.
Auktorsnamnet Dumort. kan användas för Barthélemy Dumortier i samband med ett vetenskapligt namn inom botaniken; se Wikipediaartiklar som länkar till auktorsnamnet.

## Biografi
Barthélemy Dumortier var son till köpmannen och kommunalrådet Barthélemy-François Dumortier och Mariue-Jeanne Willaumez. Han gifte sig med Filippinska Ruteau och de fick en son, Barthélemy-Noël Dumortier (1830-1915). Dumortier blev politiskt aktiv i början av 1820-talet och 1824 grundade han Courrier de l'Escaut, en tidning som var kritisk mot regeringen. Han anslöt sig 1830 till den belgiska revolutionen.

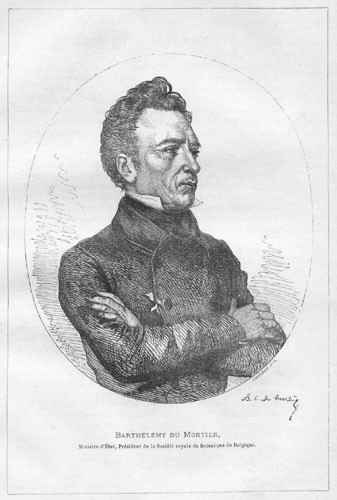
Barthélemy Dumortier.

År 1831 blev han ledamot av det nya rikets första valda parlament, som ledamot för Tournai. Han förblev vald fram till 1847, men bytte sedan plats och valdes för staden Roulers och innehade denna plats fram till sin död.
År 1872 tilldelades han hederstiteln minister. Han tilldelades också adelstiteln earl, men av okänd anledning tog han emellertid inte upp de nödvändiga patentbreven och var därför inte adlad.

## Botaniker
I början av 1820-talet publicerade Dumortier på latin sitt första bidrag till botanik och 1827 publicerade han en komplett nationell flora, Florula Belgica. År 1829 betraktades han redan som en av de största naturalisterna i lågländerna och blev medlem i Académie de Bruxelles. Han studerade då inte bara botanik utan även zoologi.
År 1835 var Dumortier först med att föreslå släktet Lepidozia. Hans rykte som botaniker var så lysande att inrikesministeriet bad honom att vara dess representant i Bryssels botaniska trädgård, då ett aktiebolag, med stöd av staten. År 1862 skapades Société Royale de Botanique de Belgique och Dumortier blev dess president.
När företaget som drev Bryssels botaniska trädgård kollapsade utvecklade Dumortier idén om en statligt ägd botanisk trädgård i huvudstaden. Han lyckades övertyga parlamentet 1869 om att köpa det imponerande herbarium och torkade samlingar som den framlidne Carl Friedrich Philipp von Martius sammanställt. Några månader senare köpte staten trädgården till "Société Royale d'Horticulture de Belgique". Dumortier hoppades skapa en botanisk trädgård vars förebild var Royal Kew Gardens.
Dumortiers namn gavs till två växtarter: hemerocallis dumortieri (Hemerocallidoideae) och till Stenocereus dumortieri (Cactaceae). Vissa anser att han är den verklige upptäckaren av celldelning, även om han sällan tillskrivs detta.